# Consuelo Reyes
Consuelo Reyes (Córdoba, 1961) es una artista de circo y empresaria española, referente mundial en la especialidad de antipodismo (técnica circense que consiste en hacer malabares con los pies), que fue reconocida con el Premio Nacional de Circo de España en 2018.

## Trayectoria
Reyes pertenece a una familia de tradición circense. Es hija de Consuelo Jorge, que formaba parte de los Jorgevich (también conocido como Djordevich), originarios del este europeo, y de Anacleto Martín Reyes, conocido como Tito Reyes, considerado uno de los mejores verticalistas de España. Tuvo una infancia nómada por las giras de circo de su familia, pero comenzó a practicar el antipodismo desde los 6 años.
Debutó a los 12 años en la pista con su padre y a los 17 años como solista en Copenhague. Sus números se caracterizaron por su velocidad y por incluir más aparatos de lo habitual, como cinco balones o cuatro rulos. Además, su técnica distintiva fue el uso de las puntas de los pies.
El 17 de abril de 1956, Reyes se casó con el italiano Paolo Bogino un acróbata a bicicleta, al que conoció durante su gira danesa de 1953 y con quien tuvo tres hijos. Sus hijos se dedican al circo, Daniel como malabarista, Selyna Bogino, como antipodista y Milena como trapecista.
Reyes trabajó en circos de diferentes partes de Europa como el Lorry Varieté de Copenhague, el Cirkus Benneweis, el Cirque National Alexis Gruss, el Circus Krone, entre otros. En España solo actuó dos veces. En su faceta de empresaria, fundó su propio espectáculo en 1988, el Circo Miranda Orfei, negocio que finalizó en 1989.
Reyes está radicada en Italia.

## Obra
- 2020 - Consuelo Reyes. Reina del antipodismo. Autobiografía. Col. Javier Sáinz Moreno.[9][10][11]

## Reconocimientos
La trayectoria artística de Reyes la llevó a ganar dos veces el Circus World Championship de Londres en los años 1981 y 1983. En 1985 ganó el Premio de la Prensa del Festival Internacional de Circo de Montecarlo.
En 2018, recibió el Premio Nacional de Circo de España que le otorgó el Ministerio de Cultura, por ser una “artista y máximo exponente del antipodismo, disciplina circense que ha renovado de manera notable y a la que ha conseguido dotar de un gran virtuosismo y elegancia”.